# Полонийсвинец
Полонийсвине́ц — бинарное неорганическое соединение, интерметаллид полония и свинца состава PbPo. Образуется в ТЖМТ-реакторах, использующих в качестве теплоносителя эвтектическую смесь висмута и свинца.

## Получение
Сплавление стехиометрических количеств чистых веществ:
{\displaystyle {\mathsf {Po+Pb\ {\xrightarrow {T}}\ PbPo}}}

## Физические свойства
Полонийсвинец образует чёрные кристаллы кубической сингонии, пространственная группа F m3m, параметры ячейки a = 0,659 нм, Z = 4, структура типа хлорида натрия NaCl.
При повышении давления до 4,2 ГПа происходит переход в фазу ромбической сингонии, пространственная группа P nma, а при 8,5 ГПа в фазу кубической сингонии со структурой типа хлорида цезия CsCl.

## Химические свойства
Реагирует с горячей водой:
{\displaystyle {\mathsf {PbPo+H_{2}O\ \xrightarrow {T} \ H_{2}Po\uparrow +PbO}}}
Реагирует с расплавленными щелочами с образованием полонидов щелочных металлов:
{\displaystyle {\mathsf {PbPo+4NaOH\ {\xrightarrow {T}}\ Na_{2}Po+Na_{2}PbO_{2}+2H_{2}O}}}

## Применение
Используется как носитель полония в радиоизотопных источниках энергии.